# アラン・フランシス
アラン・フランシス（Alun Francis, 1943年9月29日 - ）は、ウェールズ出身の指揮者。

## 経歴
キダーミンスターの生まれ。1960年からマンチェスター王立音楽大学でホルンを専攻し、1962年に卒業後は、ジョン・バルビローリ指揮下のハレ管弦楽団やコンスタンティン・シルヴェストリ指揮下のボーンマス交響楽団のホルン奏者を務める。
1966年にアルスター管弦楽団に客演して指揮者に転向。その後、以下それぞれの楽団でのポストを歴任した。
1974年 - 1976年、北アイルランド・オペラ・トラストの音楽監督とアルスター管弦楽団の常任指揮者。
- 1976年 - 1978年、イランのテヘラン国立歌劇場の芸術監督。
- 1978年 - 1984年、ダーバンのナタール舞台芸術協会の音楽監督。
- 1979年 - 1985年、シアトルのノースウェスト室内管弦楽団。
- 1985年 - 1988年、オランダのオペラ・フォーラムで首席指揮者兼芸術顧問。
- 1987年 - 1991年、北西ドイツ・フィルハーモニー管弦楽団の首席指揮者。
- 1989年 - 1996年、ベルリン交響楽団の首席指揮者。
- 1990年 - 1994年、ボルツァーノ・トレント・ハイドン管弦楽団の首席指揮者。
- 1996年 - 1999年、ミラノ・ジュゼッペ・ヴェルディ交響楽団の芸術監督。
- 2002年 - 2004年、ザグレブ・フィルハーモニー管弦楽団の首席客演指揮者。
- 2003年 - 2008年、チューリンゲン・フィルハーモニー管弦楽団の首席指揮者。
- 2008年 - 、メキシコのオフナム・フィルハーモニー管弦楽団の芸術監督。